# 小行星5447
小行星5447（英語：5447 Lallement）是一颗围绕太阳公转的小行星。1991年8月6日，亨利·E·霍爾特在帕洛马山发现了此天体。
这颗小行星的绝对星等为120.98516等。